# Fylkesvei
Ein Fylkesvei, auch Fylkesveg (norwegisch: Provinzstraße) ist eine Hauptverkehrsstraße (der Provinzen) in Norwegen und in etwa vergleichbar mit der deutschen Landesstraße. Die norwegischen Straßen werden vom norwegischen Straßenverkehrsamt (Statens vegvesen) klassifiziert. Die Einteilung der Straßen in Riksveier, Fylkesveier und Bygdeveier wurde 1931 vorgenommen.
Seit einer Verwaltungsreform im Jahr 2010 sind über 60 % der Wege in kommunaler Hand, d. h., es sind Fylkesveier.

## Nummerierung

Straße führt zum Fylkesvei 116

Fylkesveier wurden innerhalb jeder Provinz neu nummeriert, so dass es verschiedene Fylkesveier mit derselben Nummer in Norwegen gab. Eine Ausnahme bildeten Oslo und Moskenes Kommune, in denen es keine Fylkesveier gibt. Im Jahr 2019 wurde eine neue Nummerierung der Straßen beschlossen. Es wurden vierstellige Nummern zur Straßenbezeichnung eingeführt, so dass jede Straße eine einzigartige Nummer bekam. Da die meisten der regionalen Straßen jedoch ohnehin nicht beschildert waren, fiel den meisten Norwegern die Änderung gar nicht sofort auf.
Die Fylkesveier sind in zwei Kategorien eingeteilt:

### Primäre fylkesveier
Alle Riksveier, die am 1. Januar 2010 zu Fylkesveiern wurden, sind heute primäre Fylkesveier. Sie haben die Straßennummern behalten, die sie vorher schon hatten. Sie werden mit schwarzen Nummern auf weißem Grund beschildert.

### Sekundäre fylkesveier
Diese waren auch schon vor der Reform Fylkesveier und sind, mit einigen Ausnahmen, nicht beschildert. Einige umklassifizierte Riksveier hatten dieselbe Nummer wie bereits in der Fylke existierende Fylkesveier. Um einen Konflikt zu verhindern, bekamen die sekundären Fylkesveier neue Nummern.
Die sekundären Fylkesveier in Akershus, die durch mehrere Kommunen gehen, bekamen an den Kommunengrenzen neue Nummern.

## Anteil der Fylkesveier mit fester Asphaltdecke

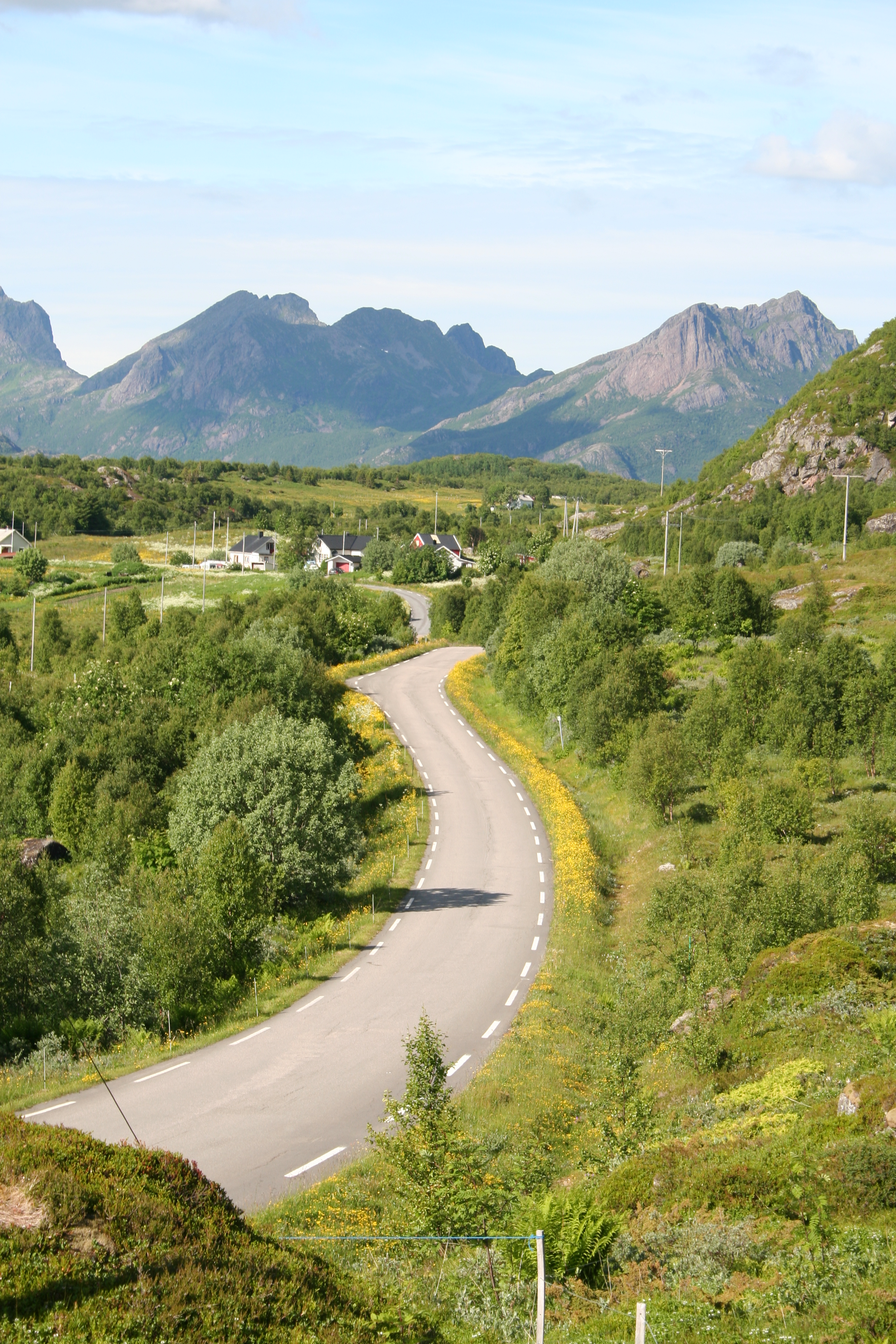
Der Fylkesvei 7636 in Nordland

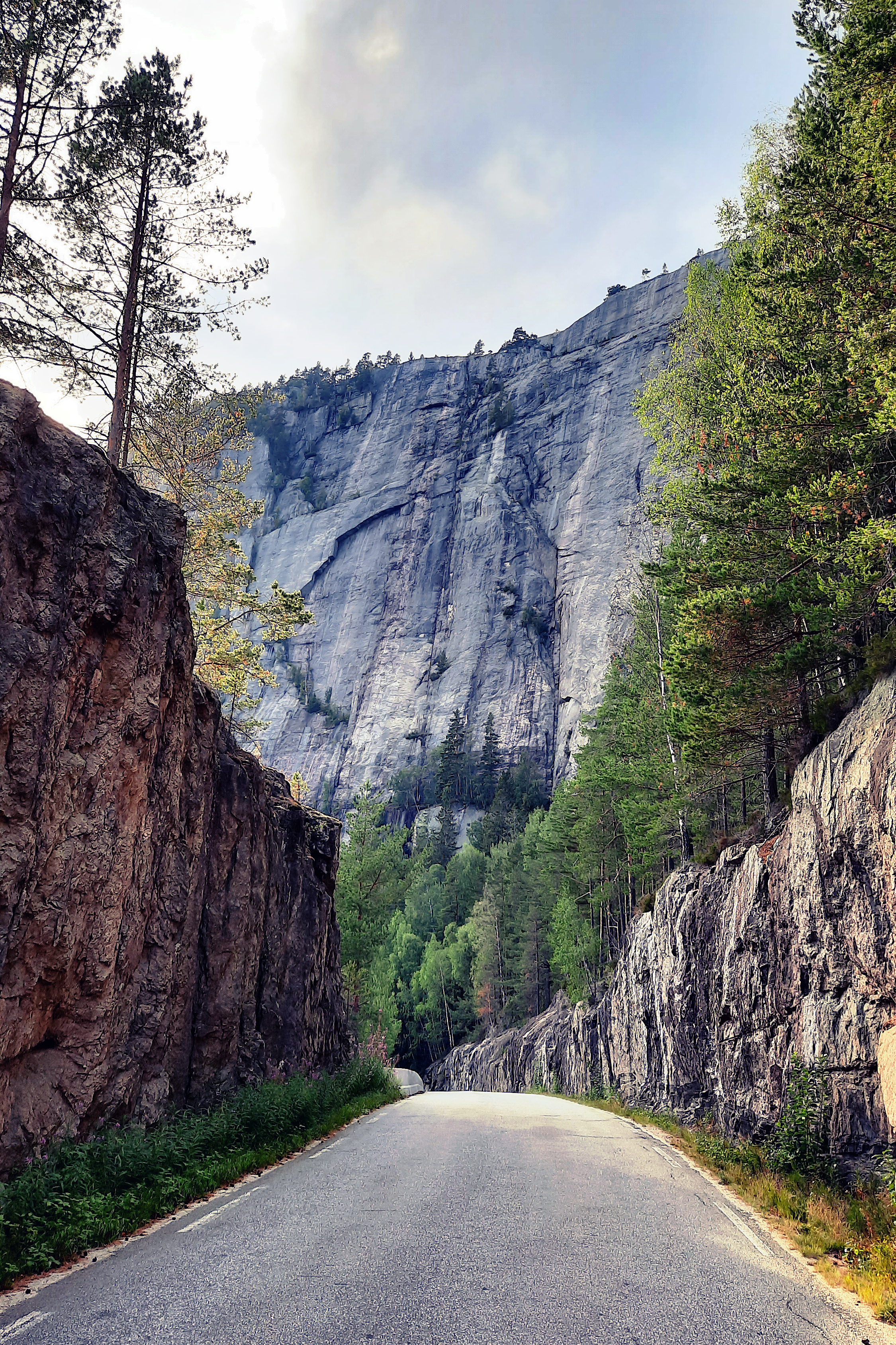
Der Fylkesveg 3380 östlich des Sees Nisser in Telemark

Diese Tabelle gilt für die Fylkesveier jeder Provinz. Die Daten sind von 2007
| Fylke            | Anteil fester Fahrbahndecke |
| ---------------- | --------------------------- |
| Akershus         | 90 %                        |
| Aust-Agder       | 84 %                        |
| Buskerud         | 98 %                        |
| Finnmark         | 100 %                       |
| Hedmark          | 61 %                        |
| Hordaland        | 100 %                       |
| Møre og Romsdal  | 80 %                        |
| Nordland         | 72 %                        |
| Nord-Trøndelag   | 44 %                        |
| Oppland          | 80 %                        |
| Oslo             | Keine Fylkesveier           |
| Rogaland         | 97 %                        |
| Sogn og Fjordane | 100 %                       |
| Sør-Trøndelag    | 62 %                        |
| Telemark         | 89 %                        |
| Troms            | 78 %                        |
| Vest-Agder       | 64 %                        |
| Vestfold         | 100 %                       |
| Østfold          | 76 %                        |